# Glan (Västra Eneby socken, Östergötland)
Glan är en sjö i Kinda kommun i Östergötland och ingår i Motala ströms huvudavrinningsområde. Sjön har en area på 0,126 kvadratkilometer och ligger 158,6 meter över havet.

## Delavrinningsområde
Glan ingår i det delavrinningsområde (642442-149606) som SMHI kallar för Utloppet av Täftern. Medelhöjden är 157 meter över havet och ytan är 35,69 kvadratkilometer. Det finns inga avrinningsområden uppströms utan avrinningsområdet är högsta punkten. Vattendraget som avvattnar avrinningsområdet har biflödesordning 3, vilket innebär att vattnet flödar genom totalt 3 vattendrag innan det når havet efter 164 kilometer. Avrinningsområdet består mestadels av skog (78 procent). Avrinningsområdet har 4,46 kvadratkilometer vattenytor vilket ger det en sjöprocent på 12,5 procent.